# Pere Ramon de Montcada i de Vilaragut
Pere Ramon de Montcada i de Vilaragut   ( - 1496) va ser un noble del casal de Montcada, senyor de Xiva, Castellnou, Aitona, entre d'altres estats.
Membre de la branca valenciana dels barons de Xiva. Va ser fill de Joan de Montcada, senyor de les baronies de Xiva i Castellnou, i de Marquesa de Vilaragut. Va esdevenir l'hereu dels béns de la branca dels Montcada senyors d'Aitonia i altres estats, a la mort dels seus cosins, descendents del senescal Guillem Ramon de Montcada i de Constança d'Aragó.
Es va casar amb Violant Castella, amb qui no va tenir fills. En segons núpcies va casar-se amb Beatriu de Cardona, filla d'Hug de Cardona, senyor de la baronia de Guadalest. Van tenir vuit fills, entre els quals l'hereu dels estats, Joan, mort sense successió, i a Gastó, els descendents del qual van acabar heretar el patrimoni familiar, i d'Hug, que va ser virrei del regne de Sicília.
Va morir el 1496, segons altres fonts el 1510.